# Skifteslag
Skifteslag är en lantmäteriterm som avser det område inom vilket ett jordskifte förrättas. Termen används i skifteslagstiftningen från 1700-talets mitt när storskiftet infördes och efter hand vid enskifte och laga skifte. 
Ett skifteslag omfattade i regel en by, men kunde på vissa håll omfatta hela socknar. Huvudregeln var att den omfattning som ett skifteslag haft vid ett storskifte också skulle gälla vid laga skifte. Skifteslaget betecknar i dessa fall ett geografiskt område, men det händer att man med begreppet också avser delägarna av det geografiska området.